# Multisemie
Die Multisemie (lat. multum 'viel', griech. σήμα (séma) 'Zeichen', also Vieldeutigkeit) beschreibt die „hybride“ Kopplung von Polysemie und Homonymie. 
H. Henne führte den Begriff in die Linguistik ein, zum Teil beschränken manche Autoren Multisemie auf Wörter, welche mehr als sechs Bedeutungen haben. Gängige Abkürzung für Polysemie (Mehrdeutigkeit) ist Ps. und für Homonymie Ho.
Multisemie zählt in der Semasiologie mit Homonymie, Bisemie und Polysemie zu den internen Relationen von Lexemen.

## Beispiele
- Bank ['längliche Sitzgelegenheit' Ps. 'länglicher Werktisch' Ps. 'Sandbank' usw.] Ho. ['Geldinstitut' Ps. 'Geld des Bankhalters beim Spiel']

- Ente
- Heide
- laden
- unter